# Emblema della Mongolia
L'emblema nazionale della Mongolia (mongolo: Монгол улсын төрийн сүлд, Mongol ulsyn töriin süld) venne adottato nel 1992 in seguito alla caduta del governo comunista. Il bordo esterno dispone di un nusan Tumen, che simboleggia l'eternità, a sua volta circondato da un campo circolare blu, che simboleggia il cielo. Al centro dell'emblema è presente una combinazione del simbolo sojombo e il cavallo del vento che simboleggia l'indipendenza della Mongolia, la sovranità, e lo spirito. Al di sotto dell'emblema centrale è raffigurato un prato verde, con la ruota del destino al centro. Sulla ruota è presente un khadag, una sciarpa cerimoniale.